# Club Deportivo Ibaeta
Club Deportivo Ibaeta (Baskisch: Ibaeta Kirol Elkartea), ook IDK Euskotren om sponsorredenen, is een Baskische basketbalclub met damesteam gevestigd in San Sebastián. Het eerste team promoveerde in 2014 naar de hoogste klasse, de Liga Femenina de Baloncesto de España en bleef daar sindsdien actief.
De naam Ibaeta wijst naar een van de zeventien districten van San Sebastián, in het westen van de stad, waar de club werd opgericht.
Het huidige stadion is de Polideportivo José Antonio Gasca, met 2.500 zitplaatsen. Dat ligt direct naast het grote sportstadion Estadio Anoeta dat niet in Ibaeta ligt maar in het district Amara Berri.